# 博瓦桑
博瓦桑（法語：Beauvoisin，法語發音：[bovwazɛ̃]）是法国加尔省的一个市镇，位于该省中南部，属于尼姆区。

## 地理
博瓦桑（43°43'6"N, 4°19'25"E）面积27.82 平方千米，位于法国奧克西塔尼大區加尔省，该省份为法国南部沿海省份，南端濒地中海，北起顺时针与阿尔代什省、沃克吕兹省、罗讷河口省、埃罗省、阿韦龙省和洛泽尔省接壤。
与博瓦桑接壤的市镇（或旧市镇、城区）包括：欧博尔、贝尔尼斯、热内拉克、圣吉勒、于绍、沃韦尔、韦斯特里克和康迪亚克。

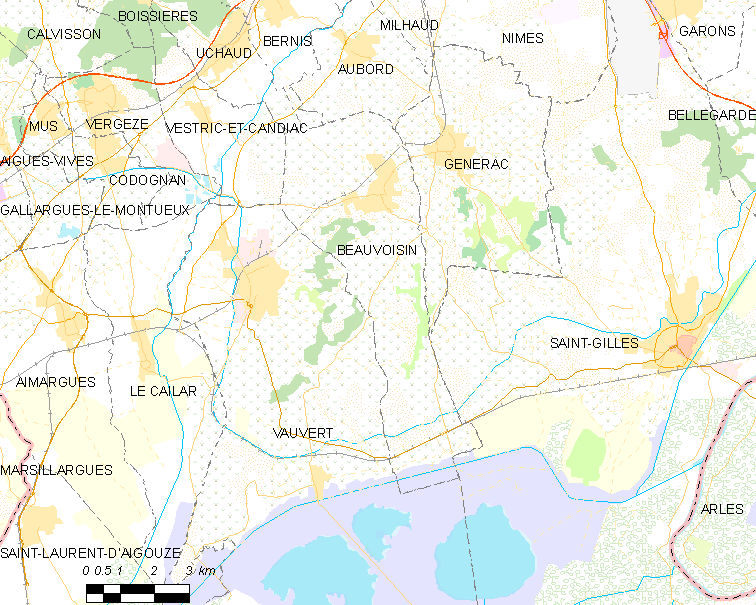
博瓦桑的OSM定位图

博瓦桑的时区为UTC+01:00、UTC+02:00（夏令时）。

## 行政
博瓦桑的邮政编码为30640，INSEE市镇编码为30033。

## 政治
博瓦桑所属的省级选区为沃韦尔县。

## 人口

1962-2008年间博瓦桑人口变化图示

博瓦桑于2022年1月1日时的人口数量为5823人。